# Miguel Ribeiro
Miguel Ribeiro da Saude (* 18. November 1997 in Aquiraz, Ceará) ist ein brasilianisch-deutscher Schauspieler.

## Leben
Miguel Ribeiro wurde in einem kleinen Fischerdorf in Brasilien geboren und wuchs dort bis zu seinem neunten Lebensjahr auf. 2005 lernte seine Mutter ihren jetzigen Ehemann in Hamburg kennen und wanderte zusammen mit Ribeiro dorthin aus. Miguel Ribeiro besuchte die Emil-Krause gymnasiale Oberstufe in Dulsberg, wo er 2017 das Abitur erfolgreich absolvierte.
Seinen ersten Auftritt hatte er 2018 in dem Kurzfilm Sonne scheint über August.
2019 feierte Ribeiro sein Kinodebüt in dem von Ali Hakim produzierten Filmdrama Bonnie & Bonnie. Seitdem hat er in weiteren Fernsehproduktionen mitgewirkt.

## Filmografie

### Kino
- 2019: Bonnie & Bonnie
- 2018: Sonne scheint über August

### Fernsehen
- 2019: Bingo im Kopf (Fernsehfilm)
- 2020: Polizeiruf 110: Der Tag wird kommen